# La pausa de los ojos
La pausa de los ojos es el decimotercer disco solista del cantautor uruguayo Pablo Sciuto. Fue publicado en CD por su sello independiente Hipnótica Records en el año 2019, grabado y producido en su propio estudio en la ciudad de Madrid, donde reside desde hace 20 años, con colaboraciones y músicos internacionales, de Argentina, Chile, Cuba, España, Gambia, Venezuela y Uruguay. Entre sus colaboraciones destacan la participación del histórico bajista argentino Machi Rufino, uno de los músicos fundadores del rock nacional argentino, donde formó parte del grupo Invisible junto a Luis Alberto Spinetta y Héctor "Pomo" Lorenzo, además de participar junto a Pappo's Blues, Sandra Mihanovich y Rubén Goldín. También la presencia del maestro de la guitarra española Nono García que ha compartido música y escenarios con Jorge Pardo, Chano Domínguez, Javier Colina, Carlos Cano, Martirio, entre otros y además formó parte del premiado grupo belga Vaya Con Dios. También destaca la presencia del uruguayo Fabián Miodownink, respetado baterista uruguayo que forma parte del Cuarteto Oriental, con Leonardo Amuedo, Daniel Maza y Hugo Fattoruso, también ha tocado y grabado con Maria Creuza, Keith Richards (Playing for change), Rubén Rada, entre otros.

## Estilo musical
En palabras del artista, "La  pausa de los ojos, es un trabajo de contemplación e introspección entre el folk jazz y las músicas del mundo, hay un juego de espejos y matices en cada textura que aportan los diferentes músicos, cada uno trae desde sus origenes su propia raíz sonora, de Gambia una kora, de Cuba la trompeta, de Chile violines, de Uruguay los ritmos percutivos, por poner ejemplos de esa mezcla particular. Se integran a esa sonoridad, la poesía que bebe de muchos afluentes, desde las grietas interiores, la tristeza y la rabia de la falta de empatía en un mundo sobresaturado de información, y otras visiones actuales, en canciones como "Mar de Aral" y "La brevedad glacial" un enfoque ambientalista, sobre el enorme drama del calentamiento global en sucesos pasados y recientes. Todo esto y mucho más definen a esta bitácora de canciones que son ideales para escucharlas en cualquier pausa, con una taza de café o una copa de vino en la mano, pero siempre con la paz individual como aliada".

## Lista de canciones
| Lado A |                        |          |  |
| N.º    | Título                 | Duración |  |
| 1.     | «Grietas»              | 3:41     |  |
| 2.     | «El violinista de sol» | 2:57     |  |
| 3.     | «Horizonte de sucesos» | 4:12     |  |
| 4.     | «Todo partió de algo»  | 4:51     |  |
| 5.     | «La brevedad glacial»  | 4:58     |  |
| 6.     | «En tiempo real»       | 3:21     |  |
| 7.     | «Mar de Aral»          | 5:36     |  |
| 8.     | «La pausa de los ojos» | 4:23     |  |
| 9.     | «Alba»                 | 4:06     |  |
| 10.    | «Tormenta en el mar»   | 4:57     |  |

## Ficha técnica
Todos los temas escritos y compuestos por Pablo Sciuto.
- Grietas:

Voz y coros: Pablo Sciuto
Guitarra acústica y eléctrica: Pablo Sciuto
Batería: Fabián Miodownink
Bajo eléctrico: Alex Crende
Bandoneón: Julián Chamut
Bongos y shekere: Pedro Supatto
- El Violinista de Sol:

Voz y coros: Pablo Sciuto
Guitarra española: Pablo Sciuto
Guitarra española solista: Nono García
Batería: Fabián Miodownink
Bajo eléctrico: Alex Crende
Violines: Ernesto Espinoza
- Horizonte de Sucesos

Voz y coros: Pablo Sciuto
Guitarra acústica y eléctrica: Pablo Sciuto
Batería: Fabián Miodownink
Bajo eléctrico: Carlos García
Violines: Ernesto Espinoza
Piano: Sebastián Crudeli 
- Todo Partió de Algo

Voz y coros: Pablo Sciuto
Guitarra acústica y eléctrica: Pablo Sciuto
Batería: Fabián Miodownink
Bajo eléctrico: Carlos Maeso
Bongos y shekere: Pedro Supatto
Trompeta con sordina: José Alberto Varona
Coros: Beth Suzacq
Hammond: Sebastián Crudeli 
- La Brevedad Glacial

Voz y coros: Pablo Sciuto
Guitarra acústica y eléctrica: Pablo Sciuto
Batería: Fabián Miodownink
Bajo eléctrico: Machi Rufino
Bandoneón: Julián Chamut
- En Tiempo Real

Voz: Pablo Sciuto
Guitarra española y eléctrica: Pablo Sciuto
Batería: Fabián Miodownink
Bajo eléctrico: Carlos García
Shekere: Pedro Supatto
- Mar de Aral

Voz y coros: Pablo Sciuto
Guitarra acústica y eléctrica: Pablo Sciuto
Batería: Fabián Miodownink
Bajo eléctrico: Alex Crende
Bandoneón: Julián Chamut
- La Pausa de los Ojos

Voz: Pablo Sciuto
Guitarra acústica y eléctrica: Pablo Sciuto
Batería: Fabián Miodownink
Bajo eléctrico: Pablo Sciuto
Violines: Ernesto Espinoza
- Alba

Voz y coros: Pablo Sciuto
Guitarra española: Pablo Sciuto
Guitarra española solista: Nono García
Batería: Fabián Miodownink
Bajo eléctrico: Pablo Sciuto
Shekere: Pedro Supatto
- Tormenta en el Mar

Voz y coros: Pablo Sciuto
Guitarra española: Pablo Sciuto
Guitarra española solista: Nono García
Batería: Fabián Miodownink
Bajo eléctrico: Pablo Sciuto
Semillas, shekere, triángulo y palo de agua: Pedro Supatto
Kora: Abba Suso
Violines: Ernesto Espinoza
- Producido y arreglado por Pablo Sciuto
- Grabado en estudio Casa Sonora de Madrid entre mayo de 2017 y febrero de 2019 por Pablo Sciuto y César Yébole.
- Baterías grabadas en el estudio personal de Fabián Miodownink en Buenos Aires, Argentina.
- Mezclado en analógico por Ricardo Escassi y Pablo Sciuto en Rocksoul, Madrid, España en abril de 2019.
- Masterizado en estudio Casa Sonora por Pablo Sciuto en abril de 2019.
- Ilustración de portada: Mercedes Cubas Rodero
- Diseño y maquetación: Estudio Ojo Binario
- Sello y distriución: Hipnótica Records